# 淑女は何を忘れたか
『淑女は何を忘れたか』（しゅくじょはなにをわすれたか）は、1937年（昭和12年）3月3日公開の小津安二郎による日本映画。小津による37作目の監督作品。

## 概要
「一人息子」完成後、小津は「愉しき哉保吉君」というストーリーを構想していたが暗すぎると反対されて、日活の内田吐夢に譲り「限りなき前進」として映画化された。それで山の手の高級住宅地を舞台にした軽快なコメディの本作が作られたのだが、シナリオには久々に伏見晃を迎えて洗練されたコミカルタッチを出している。撮影カメラマンは、途中で茂原英雄から厚田雄春に交代して以後は小津と終生のコンビを組むことになる。また、本作は栗島すみ子の引退作品であり、上原謙が自分自身の役で登場している。

## あらすじ
大学教授の小宮のところに大阪から姪の節子が泊まりにきた。節子は小宮の助手・岡田と意気投合する。土曜の昼下がり、小宮の妻・時子は無理やり小宮をゴルフに行かせて自分は芝居見物に行く。小宮は行く振りをして銀座へ向かい、そこで会った節子の頼みで芸者遊びに連れて行く。そうした一連の行動がバレて時子は激怒し小宮は逃げ出すが、節子に妻への弱腰を非難されて、家へと戻り時子に平手打ちを食らわす。呆然とする時子だったが、節子の釈明や小宮の謝罪もあって、時子もまた自分の至らなさを詫びる。翌日、大阪に帰る節子は岡田とお茶を飲みながら結婚について語り合うのだった。

## スタッフ
- 監督　小津安二郎
- 脚本　伏見晃、ゼームス槇（小津）
- 撮影　茂原英雄、厚田雄春
- 美術　浜田辰雄
- 編集　原研吉
- 音楽　伊藤宣二
- 演奏　松竹大船楽団
- 録音　土橋武夫、妹尾芳三郎
- 擬音効果　斎藤六三郎

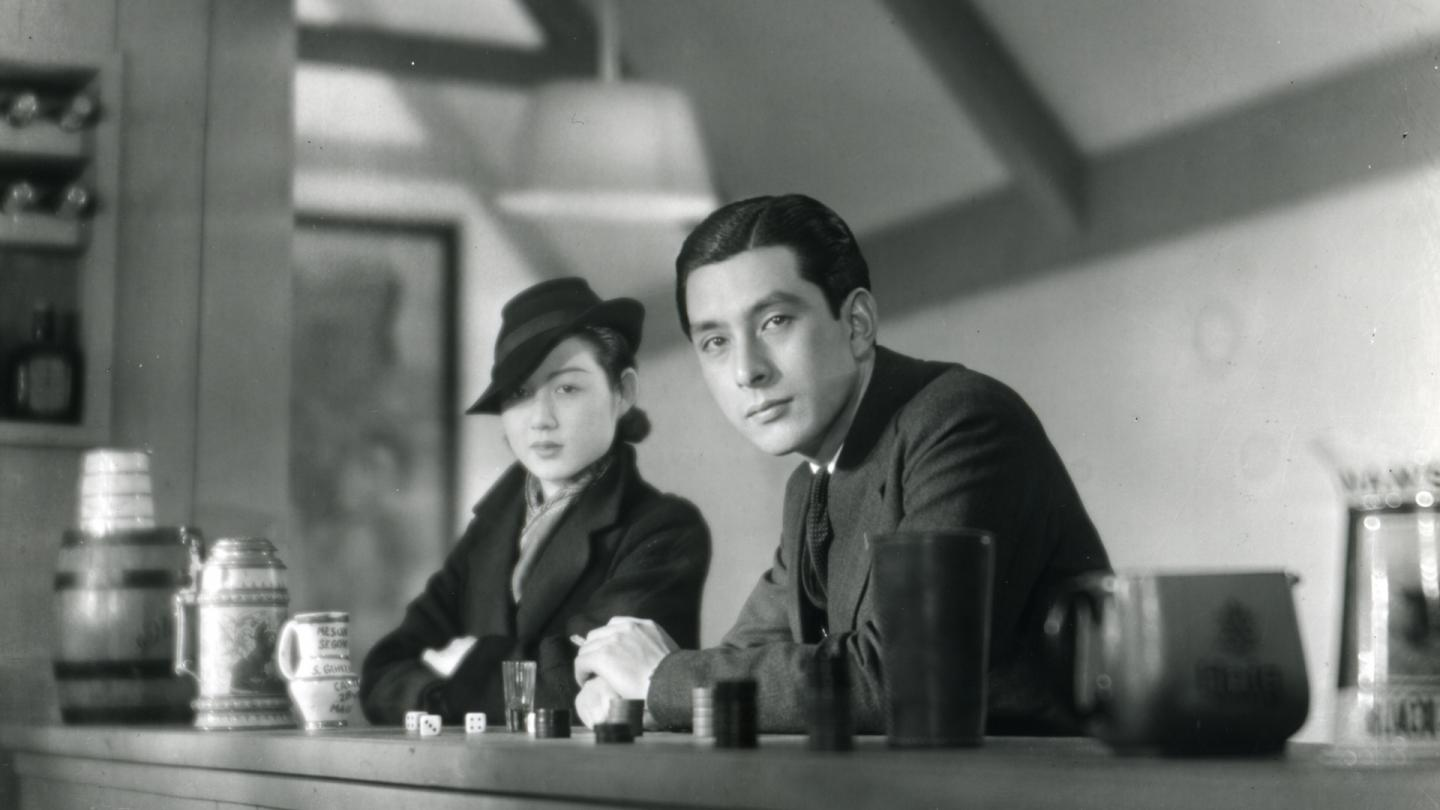
左から桑野通子、上原謙。

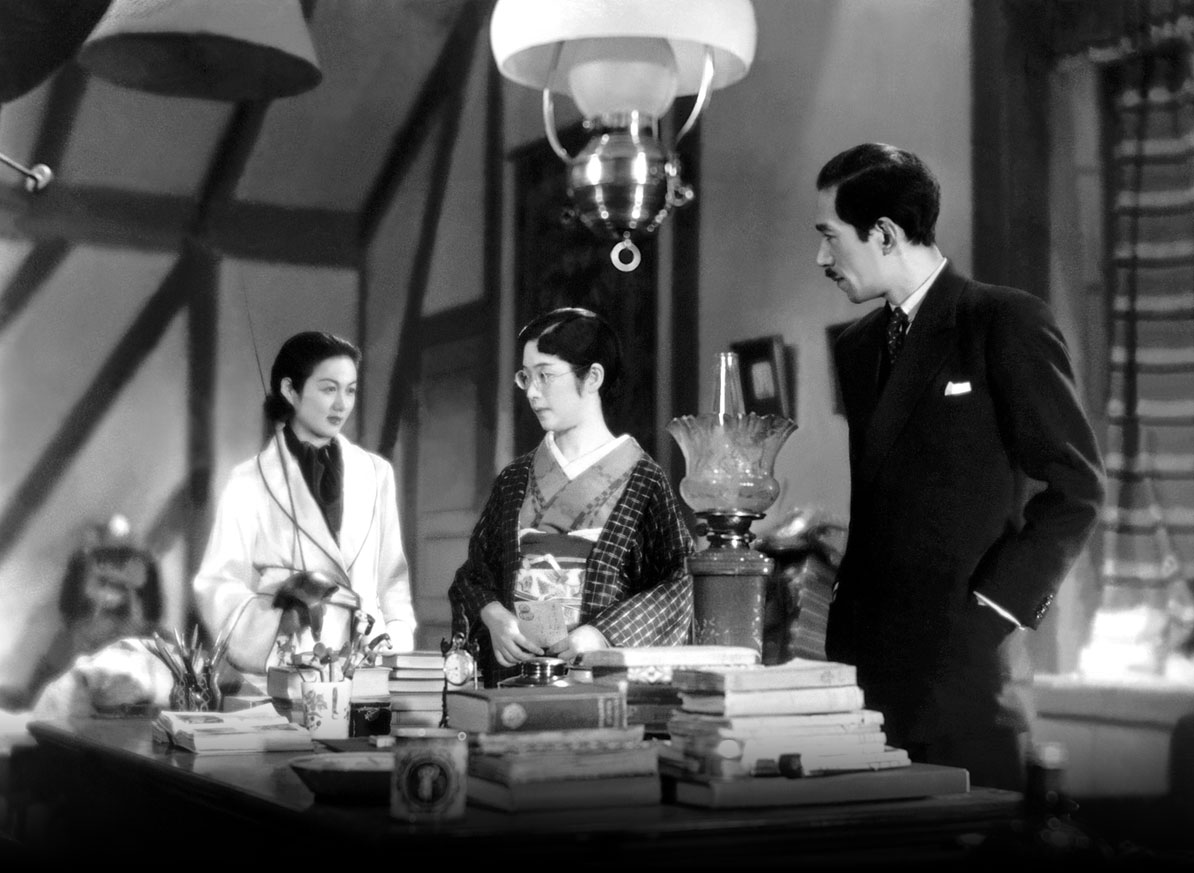
左から桑野通子、栗島すみ子、斎藤達雄。

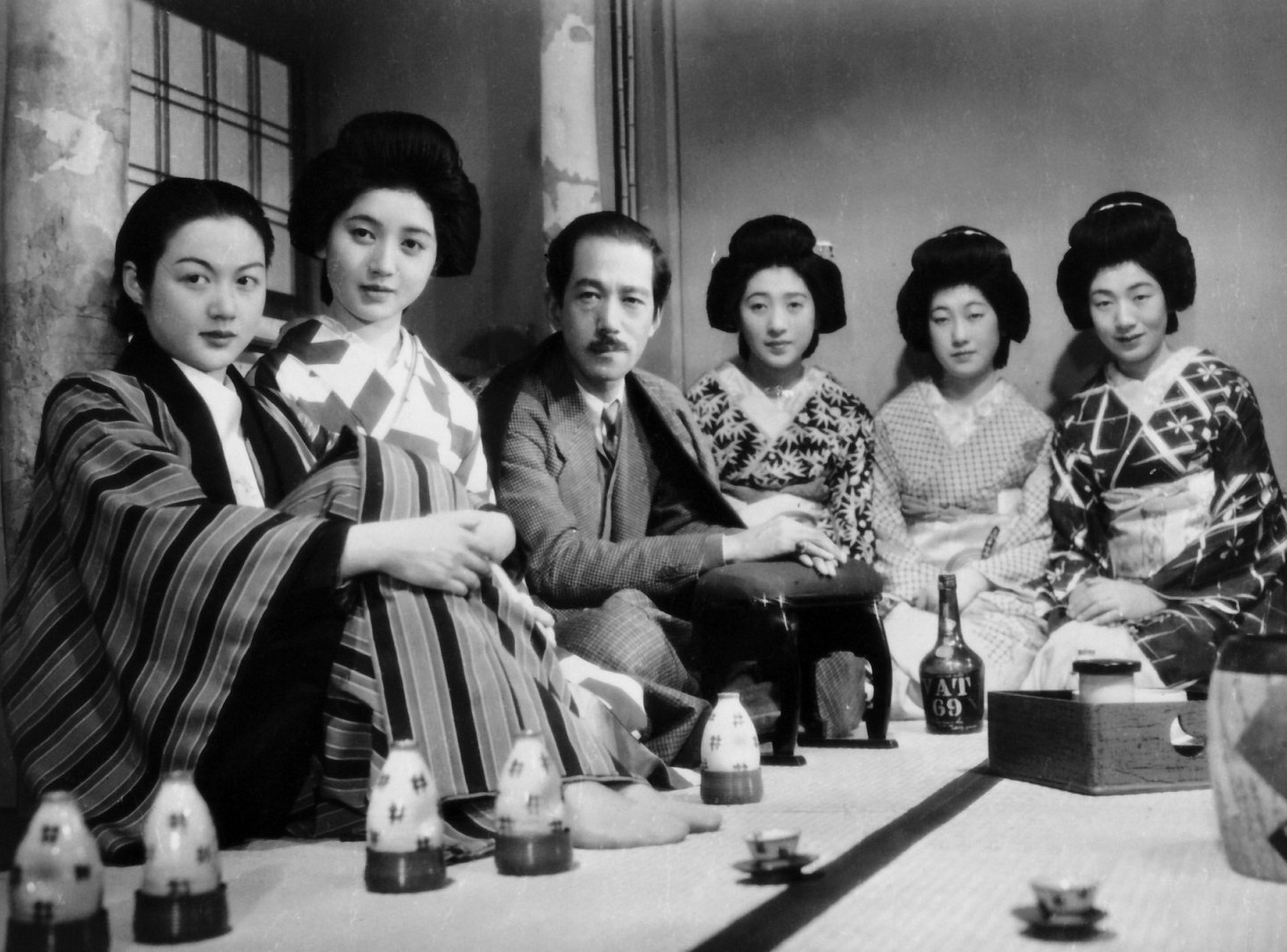
左から桑野通子、一人置いて斎藤達雄。

- 監督助手　根岸浜男、西川信夫、石川和雄、吉村公三郎
- 記録　前島一雄
- 衣裳調達　三越

## キャスト
- 麹町の夫人時子：栗島すみ子
- 麹町のドクトル小宮：斎藤達雄
- 大阪の姪節子：桑野通子
- 大学の助手岡田：佐野周二
- 牛込の重役杉山：坂本武
- そのマダム千代子：飯田蝶子
- 大船のスター：上原謙
- 御殿山の未亡人光子：吉川満子
- その子藤雄：葉山正雄
- 近所の小学生富夫：突貫小僧
- 料亭の女将：鈴木歌子
- お文：出雲八重子
- 大学の先生：大山健二
- 東京の芸者：浪花友子

## 作品データ
- 製作 : 松竹大船撮影所
- フォーマット : 白黒　スタンダードサイズ（1.37:1）　モノラル
- 初回興行 : 浅草・帝国館
- 同時上映 : 『情炎娘ごゝろ』